# Тажигали
Тажигали — газонефтяное месторождение находится в Атырауской области Казахстана, в 80 км к юго-западу от железнодорожной станции Кульсары. Месторождение открыто в 1956 г.
В тектоническом отношении представляет собой трехкрылую солянокупольнуто структуру.
Нефтеносность связана с меловыми и юрскими отложениями западного и восточного крыльев. В отложениях мела установлены четыре горизонта и один горизонт в средней юре. Неокомский горизонт газонефтяной, остальные — нефтяные.
Глубина залегания продуктивных горизонтов меняется в пределах от 382 до 1002 м. Залежи пластовые, сводовые, тектонически экранированные с высотами 10-40 м. Нефтеносные пласты сложены терригенными породами, коллектора поровые.
Состав газа: метан 59,8-62,4 %, этан 7 %, пропан 5,3 %, азот + редкие 14,8-29,2 %, водород 0,4 %.
Месторождение находится в консервации.

## Название
Месторождение названо в честь геолога Тажигали Оразова 